# 모차르트와 베토벤
볼프강 아마데우스 모차르트(1756-1791)는 루트비히 판 베토벤 (1770-1827)의 작품에 강력한 영향을 미쳤다. 베토벤은 모차르트를 높이 평가했다. 그의 음악 중 일부는 모차르트의 음악을 떠올리게 하고, 그는 모차르트의 주제에 대해 여러 가지 변주곡 을 작곡했으며, 이전 작곡가의 음악을 모델로 여러 작품을 작곡했다.

## 본에서 베토벤의 시대
베토벤은 모차르트(1756년 잘츠부르크 출생)보다 약 14년 후인 1770년 본 에서 태어났다. 베토벤의 어린 시절인 1781년, 모차르트는 경력을 쌓기 위해 잘츠부르크에서 오스트리아 제국의 수도인 빈으로 이사했다. 본은 정치적으로나 문화적으로 빈과 관련이 있었다.
젊은 시절과 본에서 음악 교육을 받는 동안 베토벤은 모차르트의 음악에 광범위하고 친밀하게 노출되었다. 그는 본 궁정 오케스트라와 모차르트 피아노 협주곡을 연주했고 모차르트 오페라에서 비올라 연주를 했다. 실제로 루이스 록우드는 "모차르트가 한때 아버지에게 '음악에 흠뻑 빠졌다'고 말한 것처럼 베토벤도 모차르트에 흠뻑 빠졌다"고 썼다. 베토벤은 초기 작곡을 할 때 모차르트의 영향을 너무 많이 받아 한 번은 실수로 자신을 표절한 것이 아닐까 걱정하기도 했다.

## 베토벤의 빈 방문
베토벤은 1787년 초에 빈을 방문했지만 정확한 날짜에 대해서는 설명이 다르다. Cooper는 4월 초에 도착하여 약 3주 후에 떠났다고 말한다. Haberl은 자신이 1787년 1월에 도착하여 3월이나 4월에 출발하여 최대 10½ 주 반 동안 도시에 머물렀다고 말한다. Regensburgische Diarium 에 이에 대한 증거가 있다. 베토벤이 본으로 돌아온 것은 적어도 부분적으로는 어머니의 건강 상태 때문이었다(그해 7월에 그녀는 결핵으로 사망했다 ). 베토벤의 아버지는 알코올 중독으로 거의 활동할 수 없었고 베토벤에게는 두 명의 남동생이 있었기 때문에 작곡가는 가족을 부양하기 위해 집에서 필요했을 수도 있다고 믿었다.
베토벤이 빈을 처음 방문했을 때 기록된 문서는 드물다. 두 작곡가가 만났을 수도 있다. Haberl의 날짜는 이것이 일어날 수 있었던 약 6주의 기간을 의미한다 (모차르트는 1787년 초의 일부 동안 프라하에 있었다).
19세기 전기 작가 오토 얀( Otto Jahn )은 베토벤이 모차르트 이전에 즉흥 연주를 했으며 후자가 깊은 인상을 받았다고 주장하는 일화를 말했다. Jahn은 이에 대한 어떠한 증거도 제시하지 않고 "그것은 좋은 권위로 빈에서 나에게 전달되었다"라고만 언급했다. 베토벤과 동시대 사람인 Ignaz von Seyfried 는 모차르트와의 만남을 다음과 같이 설명한다(Syfried가 1790년에 방문했지만).
그러나 현대 학계는 이 이야기에 다소 회의적이다.
베토벤이 실제로 모차르트를 만났는지는 알 수 없지만 그가 모차르트의 연주를 들었을 가능성이 더 크다. 베토벤의 제자인 Carl Czerny는 Otto Jahn에게 베토벤이 모차르트(베토벤이 1787년에만 들을 수 있었던)가 "훌륭하지만 고르지 못한[독일의 zerhacktes ] 연주 방식이 있고 리가토가 없다"고 그에게 말했다고 말했다 .

## 공유 경험
베토벤은 결국 모차르트가 죽은 다음 해인 1792년에 영구적으로 빈으로 돌아왔다. 그의 초기 빈에는 이전 몇 년 동안의 모차르트와 유사한 많은 경험이 포함되어 있으며, 그는 모차르트의 동료들과 친밀하게 지내게 되었다. 특히 베토벤은 모차르트와 마찬가지로 일찍 건반 연주자로서 강한 명성을 얻었고, 요제프 하이든 의 멘토링을 받았고, 백작부인 마리아 빌헬미네 툰 의 후원을 받았다. 베토벤은 또한 Baron van Swieten의 후원을 받았는데 그의 집에서 Mozart가 그랬던 것처럼 바로크 대가들의 작품을 연주했다. 모차르트와 마찬가지로 베토벤은 1796년에 리히노프스키 왕자 와 함께 프라하, 드레스덴, 라이프치히, 베를린을 여행했다. 여행의 프라하 단계에서 베토벤은 1789년 모차르트가 방문했을 때 했던 것처럼 저명한 소프라노 Josepha Duschek 을 위한 확장된 콘서트 아리아를 작곡했다.

## 베토벤에 대한 모차르트의 영향
그의 사후에도 베토벤의 작품에서 모차르트의 영향은 뚜렷했다. 예를 들어, 베토벤은 모차르트 교향곡 40번의 한 구절을 그가 교향곡 5번을 작곡할 때 사용했던 스케치북에 적었다.

## 참고 문헌
- Clive, Peter (1993). 《Mozart and his circle: a biographical dictionary》. New Haven: Yale University Press. ISBN 978-0300059007.
- Cooper, Barry (2008). 《Beethoven》. Oxford University Press US. ISBN 978-0-19-531331-4.
- Deutsch, Otto Erich (1965). 《Mozart: A Documentary Biography》. Peter Branscombe, Eric Blom, Jeremy Noble (trans.). Stanford: Stanford University Press. ISBN 978-0-8047-0233-1. OCLC 8991008.
- Haberl, Dieter (2006). “Beethovens erste Reise nach Wien – Die Datierung seiner Schülerreise zu W. A. Mozart”. 《Neues Musikwissenschaftliches Jahrbuch》 (독일어) 14: 215–55.
- Hoyer, Johannes (2007). “Wann reiste Beethoven erstmals nach Wien?” (독일어). 2007년 6월 10일에 원본 문서에서 보존된 문서.
- Jahn, Otto (1882) [1856]. 《Life of Mozart》. Oxford University Press. Viewable online at Google books.
- Deane L. Root (편집.). 〈Beethoven, Ludwig van〉. 《Grove Music Online. Oxford Music Online》. Oxford University Press. (구독 필요)
- Lockwood, Lewis (2003). 《Beethoven: The Music and the Life》. New York: W. W. Norton.
- Marshall, Robert Lewis (2003). 《Eighteenth-century keyboard music》. Routledge. ISBN 978-0415966429.
- Rosen, Charles (1997). 《The Classical Style: Haydn, Mozart, Beethoven》. New York: W.W. Norton. ISBN 978-0393040203.
- Solomon, Maynard (1995). 《Mozart : A Life》. New York: HarperCollins. 395쪽. ISBN 0-06-019046-9.
- Solomon, Maynard (2001). 《Beethoven》 revis판. Random House. ISBN 978-0091794361.